# 捷爾涅伊區

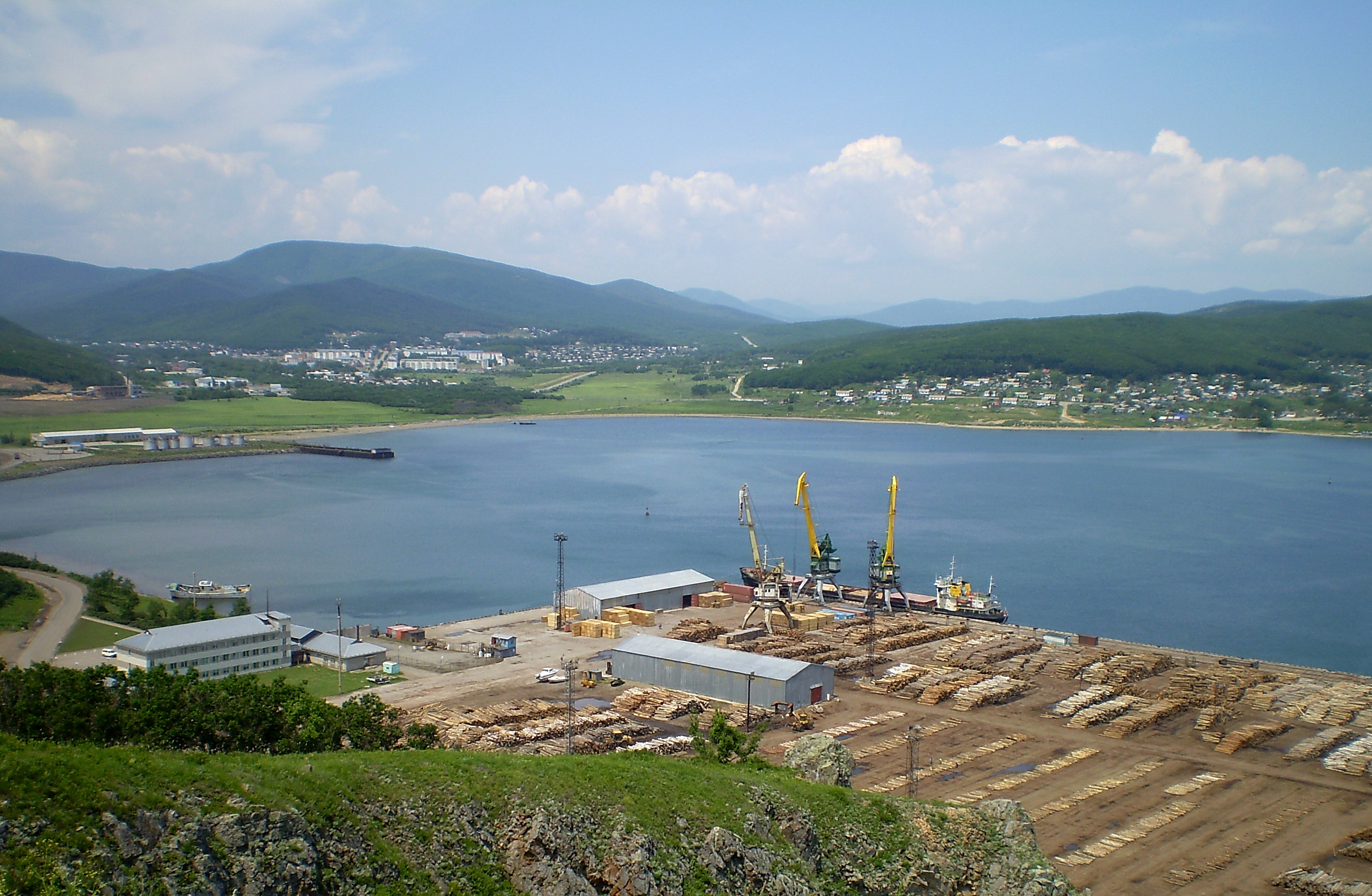

46°00′N 137°30′E / 46.000°N 137.500°E
捷爾涅伊區（俄语：Тернейский район），是俄羅斯的一個區，位於該國東南部，由濱海邊疆區負責管轄，面積27,102.2平方公里，2010年人口12,468，人口密度每平方公里0.46人。